# Colus gracilis
Colus gracilis е вид морско коремоного мекотело от семейство Buccinoidea.

## Разпространение и местообитания
Видът е разпространен в източното крайбрежие на Атлантически океан на юг от Азорските острови и продължава на север до Норвегия и Шетландските острови. Обитава дълбочина от 30 до 80 метра.

## Описание
Colus gracilis е с размери 3 – 10 cm.

## Размножаване
Полова зрялост настъпва на 6 – 10 година, а продължителността на живота е от 21 до 100 години.

## Поведение
Видът се храни с марки организми или части от тях.